# Dapalis
Dapalis è un genere di pesci ossei estinti, appartenente ai perciformi. Visse tra l'Eocene medio e il Miocene medio (circa 48 - 18 milioni di anni fa) e i suoi resti fossili sono stati ritrovati in Europa e in Africa.

## Descrizione
Le varie specie di questo pesce avevano dimensioni differenti, ma generalmente non superavano i 25 centimetri di lunghezza (come Dapalis macrurus). La specie tipo, D. minutus, era di dimensioni decisamente inferiori. Dapalis era caratterizzato da un corpo affusolato e leggermente compresso lateralmente, con una testa alta e stretta e grandi occhi. La bocca era piuttosto ampia. La parte anteriore della pinna dorsale era dotata di 6-7 raggi forti e robusti, che variavano in lunghezza a seconda delle specie (ad esempio D. minutus era dotato di raggi molto allungati, mentre D. macrurus li aveva più corti). La parte posteriore della pinna dorsale era di forma triangolare, allungata e bassa, sostenuta da raggi molli. Le pinne ventrali, così come la pinna anale, erano di forma triangolare. La pinna anale era pressoché opposta alla parte posteriore della pinna dorsale, mentre le pinne ventrali erano in posizione molto avanzata. Le pinne pettorali erano piccole, mentre la pinna caudale era profondamente biforcuta, con lobi ampi. 

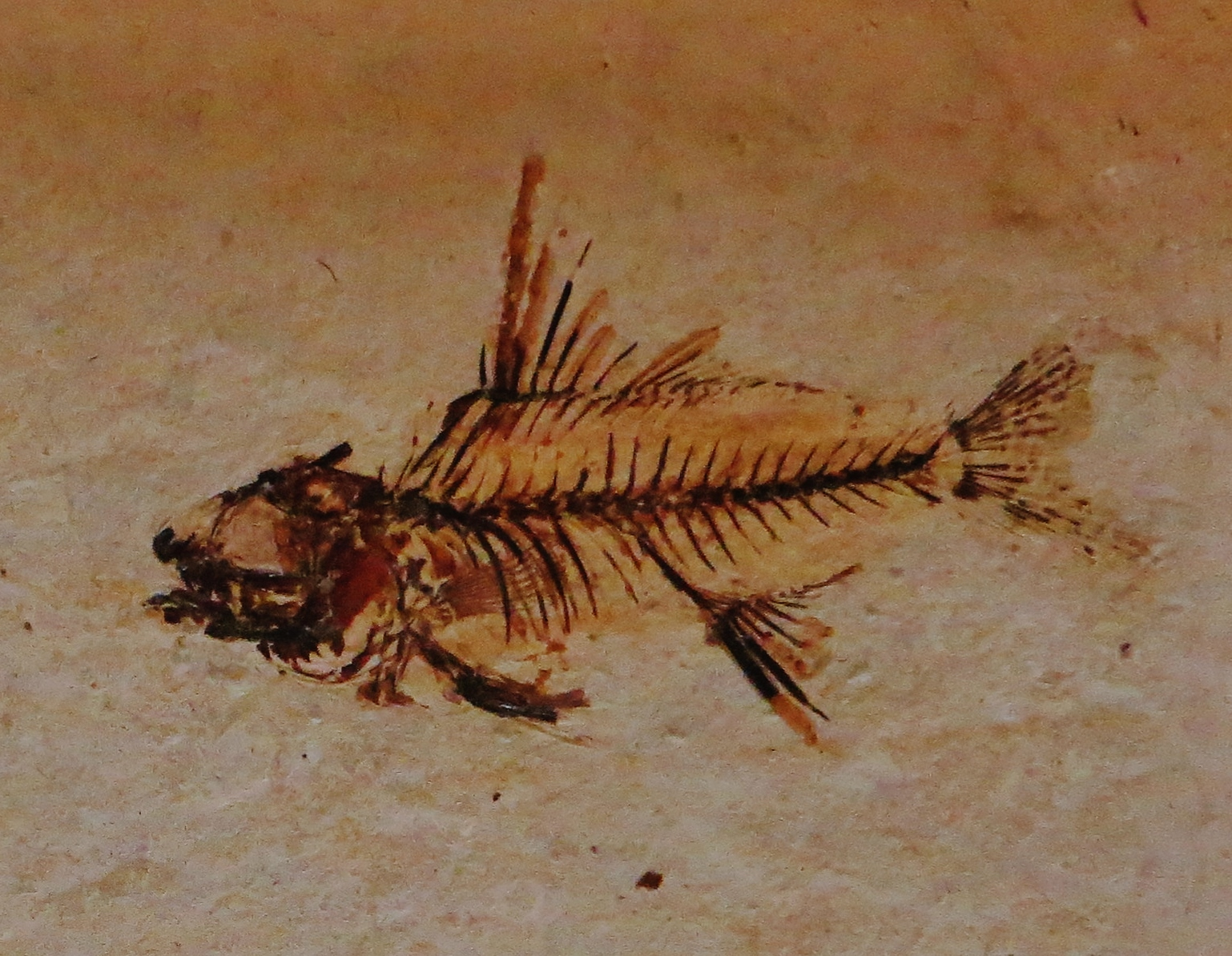
Fossile di Dapalis (="Smerdis") minutus

## Classificazione
Il genere Dapalis è conosciuto per una quantità di specie fossili rinvenute soprattutto in giacimenti oligocenici della Francia. La specie tipo, Dapalis minutus, proveniente dal giacimento dell'Oligocene superiore di Aix-en-Provence, venne inizialmente descritta da de Blainville nel 1818 con il nome Perca minuta e successivamente attribuita da Louis Agassiz nel 1833 al nuovo genere Smerdis; solo più di un secolo dopo il genere Smerdis venne riconosciuto congenerico con Dapalis, descritto nel frattempo da Gistel nel 1848 e noto soprattutto per la specie D. macrurus, proveniente dal giacimento di Céreste (Alpes de Haute-Provence) dell'Oligocene inferiore. Il genere Smerdis non è più ritenuto valido, a causa di una specie animale descritta precedentemente con lo stesso nome (Brzobohatý e Schultz, 1973). 
Oltre alle due specie sopramenzionate, è ben nota un'altra specie oligo-miocenica europea, D. formosus del Miocene inferiore di Unterkirenberg in Germania. Al genere Dapalis sono state attribuite numerose altre specie e altri esemplari provenienti da varie zone d'Europa (Serbia, Bulgaria e Turchia) e del Nordafrica. 
Il genere Dapalis è stato variamente attribuito alle famiglie Serranidae o Chandidae, sempre nell'ambito dei Perciformes.

## Paleoecologia
I membri del genere Dapalis erano piccoli predatori di acqua dolce o salmastra, che abitavano le lagune europee.